# Географічний центр Республіки Башкортостан
Географічний центр Республіки Башкортостан (башк. Башҡортостандың географик үҙәге) — рівновіддалена точка від усіх кордонів Башкортостану, середина республіки, що розташована на півночі Гафурійського району, між річками Біла та Зілім, на схід від села Зіріково, неподалік від меж з Архангельським та Кармаскалинським районами Башкортостану. По прямій розташований за 67,5 км від Уфи.
Цю точку вирахували завідувач кафедри фізичної географії та гідрології суші Башкирського державного університету доктор географічних наук, професор Ауфар Гарєєв та асистент кафедри Азамат Нігматуллін у 2002 році
На цьому місці, 4 липня 2009 року під час проведення свята Шежере-байрам, місцеві мешканці встановили пам'ятну стелу.
Неподалік від пам'ятної стели розташований об'єкт поклоніння місцевого значення Камені літа.